# Apion (Gattung)
Apion ist eine Gattung von Käfern aus der Gruppe der Spitzmausrüssler (Apioninae).

## Merkmale
Die Arten der Gattung sind innerhalb der Unterfamilie durch ihren vollständig roten bis rot-orangen Körper sofort zu erkennen. Ihr Körper ist länglich oval, in der Regel nach hinten erweitert. Die Oberseite ist bei den meisten Arten sehr dünn und unauffällig behaart, nur bei wenigen (z. B. rubens, graecum) dünn, aber deutlich behaart. Sie erreichen Längen zwischen ca. 2,2 mm und 4,5 mm (ohne Rüssel).

## Geschichte
Die Gattung Apion wurde 1797 von Johann Friedrich Wilhelm Herbst aufgestellt. Davor wurden die Arten, wie z. B. Apion frumentarium von Linné zur Gattung Curculio gezählt. Apion umfasste damals sämtliche Arten der heutigen Unterfamilie Apioninae. Die zahlreichen Untergattungen wurden aber inzwischen in den Rang von eigenständigen Gattungen erhoben. Für Details vergl. Apioninae#Systematik.
In der Gattung Apion nach heutiger Auffassung verbleiben gut ein Dutzend vollständig rote Arten. Allerdings werden nach wie vor zahlreiche unzureichend untersuchte Arten, deren Gattungszugehörigkeit unbekannt ist, vor allem aus den Tropen, weiterhin als incertae sedis in der Gattung Apion geführt. (Z. B. in )

## Verbreitung und Biologie
Sämtliche Arten der Gattung leben sowohl als Adulte als auch als Larven an verschiedenen Pflanzen der Gattung Rumex (Ampfer) oder der nahe verwandten Gattungen Emex und Rheum. Hierbei sind einige Arten monophag, andere findet man an verschiedenen Ampfer-Arten.
Verbreitungsschwerpunkt der Gattung ist Europa, das westliche Asien und Nordafrika. Einige Arten kommen bis nach Ostasien vor, eine (Apion carrorum) wurde aus Nordamerika beschrieben.

## Arten
Die Gattung umfasst mindestens die folgenden 16 Arten:
- Apion anarchajense Ter-Minasian, 1971
- Apion arcticum Korotyaev, 1988
- Apion carrorum Anderson & Alonso-Zarazaga, 2019
- Apion cruentatum Walton, 1844
- Apion dellabeffae Schatzmayr, 1922
- Apion distincticolle Desbrochers des Loges, 1870
- Apion frumentarium Linnaeus, 1758
- Apion gallicola Ter-Minasian, 1971
- Apion graecum Desbrochers des Loges, 1897
- Apion haematodes Kirby, 1808
- Apion henoni Abeille de Perrin, 1894
- Apion longithorax Desbrochers des Loges, 1889
- Apion rubens Walton, 1837
- Apion rubiginosum Grill, 1893
- Apion rubroflavum Bajtenov, 1981
- Apion strigipenne Schilsky, 1902